# Pribina
Pribina, aussi appelé Priwina ou Privina dans les chroniques franques, est un prince slovaque de la Principauté de Nitra (v. 825-833) fondateur de la Principauté du Balaton (v. 840-861). En Slovaquie, il est considéré comme le premier souverain des Slovaques. La principale source écrite concernant sa vie est le Libellus de conversione Bagoariorum et Carantanorum rédigé à Salzbourg dans les années 870.

## Vie
On ne sait pas avec certitude si Pribina était païen. Dès 828, il laisse construire une église à Nitra qui fut consacrée par Adalram, l'archevêque de Salzbourg. C'est la plus ancienne église de Slovaquie. Elle a pu servir soit à des marchands chrétiens soit à sa femme d'origine bavaroise. De plus, la construction de plusieurs châteaux est attribuée à cette période.
Pribina est chassé de Nitra en 833 par le prince morave Mojmír Ier. La destruction des châteaux de Pobedim et Čingov est attribuée à cette guerre. Pribina se réfugie donc chez Radbod, le margrave de Pannonie, qui le fait baptiser (ou rebaptiser). Après des disputes avec Radbod, il s'enfuit en Bulgarie et essaie de persuader le Khan Malamir d'attaquer les Francs. Ayant juste conclu la paix, celui-ci refuse et Pribina repart vers la Slavonie, chez le prince Ratimir. Mais en 838 Radbod conquiert la principauté de Ratimir et Pribina fuit chez Salacho, un prince de Carniole, une contrée qui était alors probablement déjà soumise à l'autorité de Radbod. Salacho réconcilia Radbod et Pribina.
En 839 ou en 840, Pribina reçoit un domaine peuplé par des slaves situé en Pannonie entre le Danube, la Drave et la Raab de la part du roi de Francie orientale Louis le Germanique. Actuellement, ce domaine est connu sous le nom de Principauté du Balaton. En 846 ou en 847, il en obtint la propriété perpétuelle. Dans ce domaine, il encouragea la colonisation et fut un missionnaire ardent. Il fit de sa capitale Blatnohrad une énorme forteresse, fit construire 15 églises et fut jusqu'à sa mort un vassal fidèle des rois francs. Il protégea l'empire des Francs des attaques de la Grande-Moravie, de la Bulgarie et des princes slaves du sud-ouest.
Pribina est mort entre le 20 février 860 et le 21 mars 861. Selon le Conversio, il fut tué par les Moraves; il semble probable qu'il ait trouvé la mort face aux forces alliés de Carloman et de Rastislav de Moravie, qui faisaient la guerre au royaume franc depuis 857 ou 858. Son successeur fut son fils, Kocel, qui poursuivit le travail de son père.

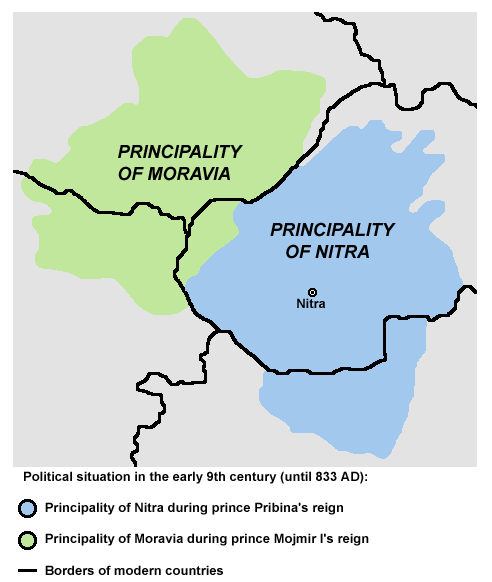
Les principautés de Moravie et de Nitra.
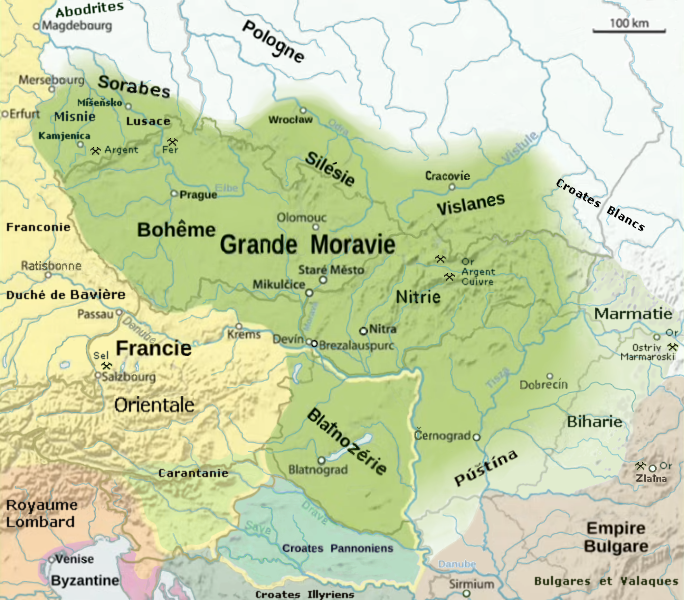
La Grande-Moravie et principauté de Blatnograd (Blatnozérie).
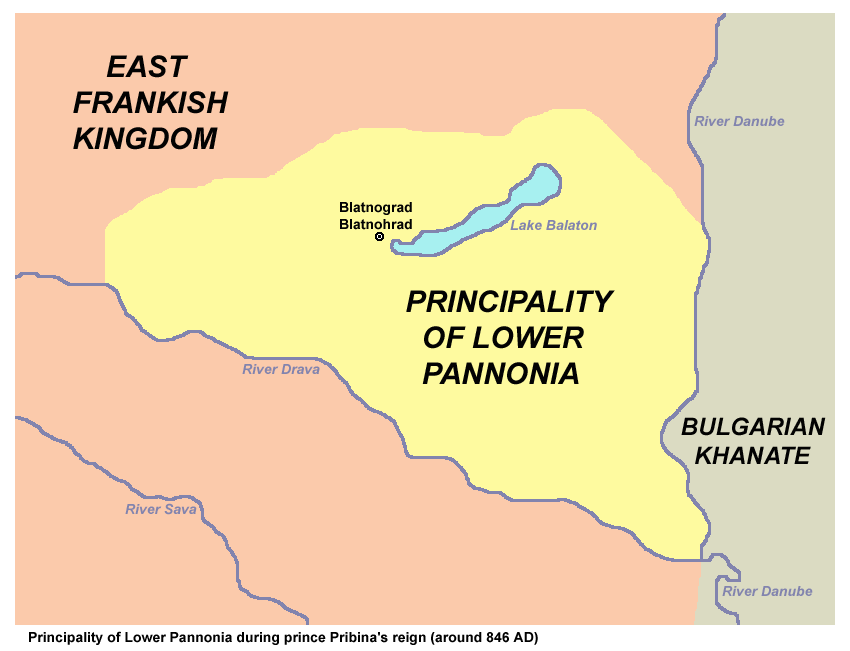
La principauté de Blatnograd, anachroniquement appelée « Pannonie ».
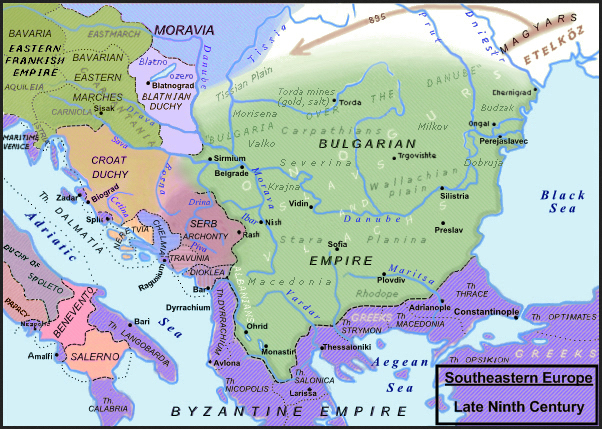
Le sud-est de l'Europe au IXe siècle y compris la principauté de Blatnograd et la Bulgarie au-delà du Danube.

## Origine du nomPribina
Les origines du nom Pribina sont diverses; il dérive soit du mot latin privignus (fils illigétime, bâtard) soit d’une origine slave. Les historiens penchent davantage vers la seconde de ces possibilités et affirment que le nom Pribina est dérive soit du mot pŕvina (fils premier-né, premier de la famille) soit du mot přibývat (augmenter). Une telle explication de l’origine a ses mérites, puisque lorsque Pribina était prince de Nitra, son pouvoir, sa gloire, sa valeur et ses terres ont certainement augmenté.

## Fête de Pribina
En 1933, une fête de Pribina a été organisée à Nitra à l’occasion du 1100ème anniversaire de la consécration de la première église de la ville. À l’origine, le gouvernement à Prague a exclu la participation des autonomistes slovaques du programme officiel des célébrations ecclésiastiques, parmi lesquels Andrej Hlinka, président de l’Association Saint-Vojtěch, l’organisation catholique la plus grande. Cependant, après les manifestations de masse des Slovaques, il a pris la parole depuis l’estrade contre les idéaux du tchécoslovaquisme et contre le déni de l’unicité de la nation slovaque:

« Les Slovaques ont eu leur chef Pribina depuis l’aube de l’histoire slave. Nous étions donc déjà une nation libre, indépendante et distincte, une nation de culture chrétienne et slovaque. Alors que les autres nations slaves de l’époque n’avaient pas encore atteint une éducation chrétienne suffisante, nous, les Slovaques, vivions déjà comme une nation libre et chrétienne. »

— Andrej Hlinka
À l’époque, la fête de Pribina a contribué à compromettre le gouvernement tchécoslovaque devant la presse étrangère et a contribué également à la naissance de la nation slovaque.

## Pribina et la Slovaquie contemporaine
De nos jours, lors des célébrations de l’établissement de la République slovaque, le président décerne la décoration de la croix de Pribina à ceux qui ont contribué de manière significative au développement économique, social ou culturel de la république.
Pribina a été représenté sur le plus bas de la série des billets slovaques, qui étaient valables en Slovaquie avant la mise en œuvre de l’Euro en 2009. En son honneur, la Banque nationale de Slovaquie a émis une pièce de collection en 2011.
L'astéroïde (10293) Pribina, découvert par l'astronome slovaque Milan Antal, porte son nom.